# Narcine leoparda
Narcine leoparda är en rockeart som beskrevs av Carvalho 200. Narcine leoparda ingår i släktet Narcine och familjen Narcinidae. IUCN kategoriserar arten globalt som nära hotad. Inga underarter finns listade i Catalogue of Life.